# Галло, Фортуне
Фортуне Галло (итал. Fortune Gallo; 9 мая 1878, Торремаджоре, область Фоджа, Италия — 28 марта 1970) — американский оперный режиссёр и музыкальный продюсер.

## Биография
Эмигрировал в США в 1895 г. Работал клерком в итальянском банке в Нью-Йорке. В 1910 г. начал пробовать себя в области музыкального менеджмента. В 1911 г. к Галло обратились представители небольшой итальянской оперной труппы, застрявшей во время гастролей в Латинской Америке из-за финансовых неувязок. Галло взял управление делами этой труппы на себя, реорганизовал её, ввёл в её практику привлечение местных исполнителей и к 1913 г. частично перевёз в Нью-Йорк, где и открыл в декабре 1913 г. представлением оперы «Кармен» историю американской оперной труппы Сан-Карло. Галло возглавлял этот коллектив на всём протяжении его существования, вплоть до 1955 г., и хотя в 1927 г. у труппы появилось собственное здание в Нью-Йорке, её основной миссией в истории американской музыки стали гастроли по небольшим городам, жителям которых таким образом давалась единственная возможность увидеть и услышать оперный спектакль. Репертуар труппы Сан-Карло состоял из классических, преимущественно итальянских произведений; попытка Галло создать в середине 1920-х гг. вторую труппу, специализирующуюся на американских операх, потерпела неудачу. Значимой страницей в истории американского и мирового оперного театра стала осуществлённая Галло в 1931 г. киносъёмка оперы Леонкавалло «Паяцы», ставшая, как считается, первым фильмом-оперой.
Помимо оперы Сан-Карло, Галло в разное время работал с балетной труппой Анны Павловой, Чикагской оперой и другими коллективами.
В 1967 году Галло опубликовал автобиографию «Lucky Rooster».